# Math rock
Genres dérivés
Mathcore
Le math rock est un genre musical de rock expérimental et de rock indépendant caractérisé par une complexité rythmique et un enchaînement de riffs et mélodies, souvent dissonants ayant émergé à la fin des années 1980, influencé par des groupes de rock progressif comme King Crimson et de musique minimaliste comme Steve Reich. Il se caractérise par des signatures rythmiques atypiques, une composition en contrepoint et l'utilisation d'accord augmentés.
Ce style peut être rapproché dans une certaine mesure du post-rock, dans lequel sont habituellement classés certains groupes de math rock, bien que le premier puisse être différencié par un jeu de batterie généralement plus influencé par le jazz.

## Histoire

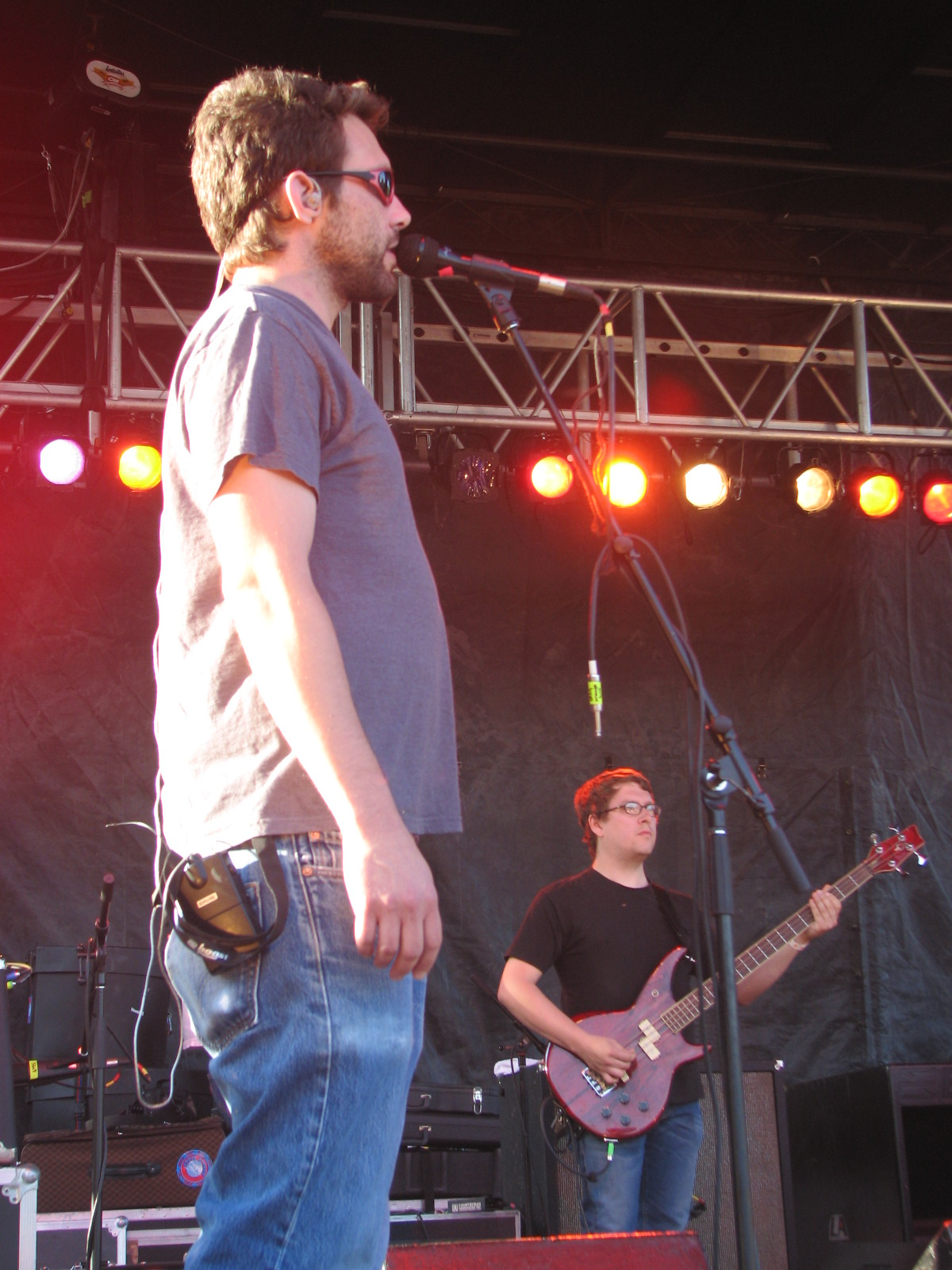
Slint au Pitchfork Music Festival.

L'origine du math rock doit être cherchée chez des musiciens qui ont émergé dans les années 1960 et 1970, en expérimentant des structures et des métriques inhabituelles. Des exemples significatifs peuvent être trouvés chez les Beatles, Henry Cow, Captain Beefheart, Cream, Frank Zappa, Genesis, Jethro Tull, Gentle Giant, Yes, Rush, King Crimson, The Police, Gong, Queen, Devo (à leurs débuts) et Pink Floyd. Nombre de ces groupes étaient classées dans le rock progressif, malgré des influences et des styles variés.
On trouve cependant dans les recherches de Joseph Schillinger, dès les années 1940, à travers son système basé sur les mathématiques, les prémices esthétiques des formes à venir.
Le groupe de punk rock canadien Nomeansno (fondé en 1979) est cité par certains critiques comme une « influence secrète » du math rock, en se révélant précurseur d'une grande partie des développements que connaitrait le genre près d'une décennie plus tard. Bien que n'ayant jamais rencontré de grand succès populaire, la musique du groupe a été saluée pour son mélange sans égal d'humour sombre, d'énergie punk, de décalages rythmiques inusités et de prouesses instrumentales. De la même période on peut citer le groupe Massacre du guitariste Fred Frith et du bassiste Bill Laswell, qui dans un style plus avant-gardiste mêlait la vivacité du punk rock et des rythmiques fort complexes.

## Caractéristiques
Tandis que la majorité des musiques populaires utilisent des rythmes binaires 4/4 basiques, les morceaux regroupés sous la bannière de math rock sont caractérisés par une métrique atypique, avec l'utilisation de mesures asymétriques (tels que 7/8, 11/8, 13/8 etc.) et des variations fréquentes de signatures rythmiques. C'est cette complexité rythmique, considérée comme « mathématique » par de nombreux amateurs et critiques, qui donne son nom au genre. Musicalement, le math rock dérive d'autres genres avec des combinaisons d'influences variées et très différentes d'une formation à l'autre, parmi lesquelles on peut citer le metal, le rock progressif, le rock indépendant, le noise rock et le punk rock. Les paroles et le chant sont généralement secondaires dans le math rock ; la voix n'est traitée que comme un son parmi d'autres, généralement sans overdub et n'est pas mise en avant dans le mixage. Nombreux sont les groupes de math rock entièrement instrumentaux, comme Don Caballero et 65daysofstatic.
Le terme de « math rock » est quelquefois considéré comme un canular qui a pris de l'ampleur chez certaines personnes qui ont pensé qu'il s'agissait d'un genre musical à part entière. La posture de Matt Sweeney, chanteur du groupe Chavez, qui a souvent été associé à la scène math rock, illustre bien ce fait.